# Hervormde kerk (Oud-Zuilen)
De hervormde kerk is een kerkgebouw in de Nederlandse plaats Oud-Zuilen. Het betreft een in 1848 herbouwd zaalkerkje dat is gewaardeerd als rijksmonument en geen reguliere diensten meer kent.

## Geschiedenis
Over de vroegste geschiedenis is weinig bekend. Hoe dan ook bevond zich in de middeleeuwen hier een kapel die een sterke relatie had met de bewoners van het naastgelegen Slot Zuylen en diens voorganger(s). Uit 1351 is een benoeming bekend van een kapelaan door paus Clemens VI. Rond 1580 werd de slot- en kapeleigenaar George van Lalaing onteigend en later die eeuw zijn het de dorpsbewoners die de kapel restaureren.
Omstreeks 1654 is het gebouw vernieuwd omdat het te weinig plaats bood en bovendien door noodweer ernstig beschadigd was geraakt. De Utrechtse bouwmeester Ghijsbert Theunisz. van Vianen zorgde voor het ontwerp en de sloteigenaar Adam van Lockhorst nam (merendeels) de bouwkosten voor zijn rekening. Het enkele panden verderop gelegen huis Swaenenvecht werd overigens vanaf 1678 de pastorie en die functie zou het tot circa 1970 houden.
In 1847 woedde in de kerk een grote brand waardoor vrijwel het gehele inventaris verloren is gegaan. Het jaar erop is het kerkgebouw grotendeels vernieuwd. In de kerk zijn tot in de late 20e eeuw reguliere kerkdiensten gehouden. In diezelfde tijd kocht de Stichting Adam van Lockhorst het gebouw aan en het wordt sindsdien onder meer gebruikt als trouwlocatie en voor culturele activiteiten.
Diverse oude elementen zijn nog op locatie of elders aanwezig zoals een grafsteen onder de kerkvloer van de herbouwer van Slot Zuylen Willem van Rennenberg (overleden in 1545). De luidklok in het torentje is verloren gegaan tijdens de bezettingsjaren en in 1946 vervangen door een exemplaar dat werd vervaardigd en geschonken door de nabijgelegen staalfabriek Demka. Het mechanische torenuurwerk, dat vermoedelijk al dateerde van voor de tijd van de herbouw in 1848, is opgenomen in de collectie van het Vechtstreekmuseum. Het huidige uurwerk in de toren heeft een elektrische aandrijving. Daarnaast bevat het kerkje een eenklaviersorgel. Het orgel is in 1894 gebouwd door G. van Druten.